# Pachycereus militaris
Pachycereus militaris es una especie de planta fanerógama de la familia Cactaceae.

## Distribución
Es endémica de Colima, Guerrero, Jalisco y Michoacán en México. Es una especie rara en la vida silvestre. Se encuentra en grave peligro de extinción, de acuerdo al Apéndice I de CITES, en el que se encuentran 17 géneros de cactáceas en donde Pachycereus aparece con la especie militaris.

## Descripción
Es una planta arbolada perenne carnosa columnar,  armada de espinas,  y con las flores de color blanco y rojo.
Pachycereus militaris tiene una creciente estructura de árbol con el tallo verde grisáceo, en forma de columna única que se ramifica después. Alcanza un tamaño de 12 a 15 metros y el diámetro de la copa hasta 5 metros. Tiene de 11 a 14 costillas con areolas que permanecen juntas y están cubiertas con lana de pelo corto y pelo lanudo blanco. Desde las areolas sobresalen  3-4 espinas centrales de color amarillento a marrón de más de 10 cm de largo. Los 10 a 12 espinas radiales son flexibles, como cerdas y de 1,5 a 4 cm de largo. Las flores aparecen lateralmente y se abren por la noche. Son de color rojizo a crema, 5 cm de largo y pueden alcanzar un diámetro de 3,5 a 4 centímetros.  Los frutos son oblongos y carnosos, secos en la madurez. Están cubiertos de escamas, cerdas y largos mechones de pelo lanoso.

## Taxonomía
Pachycereus militaris fue descrita por (Audot) D.R.Hunt  y publicado en Bradleya; Yearbook of the British Cactus and Succulent Society 5: 93. 1987.
Etimología
Pachycereus: nombre genérico compuesto que deriva del adjetivo griego antiguo  "παχύς" (pachys) = "espesor" y se refiere a los brotes vigorosos de las plantas y de cereus = "cirio".
militaris: epíteto latino que significa "militar".
Sinonimia
- Backebergia chrysomallus (Lem.) Bravo
- Backebergia militaris (Audot) Bravo ex Sánchez-Mej.
- Cephalocereus chrysomallus (Hemsl.) K.Schum.
- Cephalocereus militaris (Audot) H.E.Moore
- Cereus chrysomallus (Lem.) Lem.
- Cereus militaris Audot
- Cereus militaris var. californicus K.Schum.
- Mitrocereus chrysomallus (Lem.) Backeb.
- Mitrocereus chrysomallus (Audot) Bravo ex Buxb.
- Mitrocereus militaris (Audot) Bravo
- Pachycereus chrysomallus (Hemsl.) Britton & Rose
- Pachycereus militaris (Audot) D.R.Hunt
- Pachycereus militaris (Audot) P.V. Heath
- Pilocereus chrysomallus Lem.
- Pilocereus militaris Salm-Dyck[3][4]